# Clowesia
Clowesia – rodzaj roślin z rodziny storczykowatych (Orchidaceae). Obejmuje 7 gatunków występujących  w Ameryce Środkowej i Południowej w takich krajach jak: Belize, Brazylia, Kostaryka, Kolumbia, Ekwador, Salwador, Gwatemala, Gujana, Honduras, Meksyk, Nikaragua, Panama, Wenezuela.

## Systematyka
Rodzaj sklasyfikowany do podplemienia Catasetinae w plemieniu Cymbidieae, podrodzina epidendronowe (Epidendroideae), rodzina storczykowate (Orchidaceae), rząd szparagowce (Asparagales) w obrębie roślin jednoliściennych.
Wykaz gatunków
- Clowesia amazonica K.G.Lacerda & V.P.Castro
- Clowesia dodsoniana E.Aguirre
- Clowesia glaucoglossa (Rchb.f.) Dodson
- Clowesia rosea Lindl.
- Clowesia russelliana (Hook.) Dodson
- Clowesia thylaciochila (Lem.) Dodson
- Clowesia warczewitzii (Lindl. & Paxton) Dodson